# Сеизмична вълна
Сеизмичните вълни, възникват вследствие на процеси, възникнали в огнище в Земята, наречено хипоцентър. След това те започват да се разпространяват радиално в земните недра. По своя път през вътрешността на Земята те могат да се пречупват, отражават, разсейват, абсорбират и да променят вида си. Скоростта на разпространение на сеизмична вълна зависи от техния вид и от вида на материята, през която преминават. Това може да се използва за изучаването на строежа на нашата планета.
Различават се две основни групи вълни – обемни (P- и S-вълни) и повърхностни (вълни на Лъв и вълни на Рейли).

## Обемни вълни

### P-вълни
При P-вълните, наречени така от prima – пръв, заради това, че се регистрират първи. Те са надлъжни вълни, тоест частиците трептят по посока на разпространението на вълната. Те могат да се разпространяват както в твърди тела, така и в течности и газове. P-вълните много приличат на звуковите вълни. Аналогично на звука във въздуха, частиците тук се раздалечават и доближават една до друга и по този начин се осигурява разпространението на вълната. Някои животни имат способността да чуят P-вълните, докато хората усещат само разклащането, предизвикано от тях. Скоростта, с която се разпространяват е около 5000−7000 m/s в гранита и над 8000 m/s в Земната мантия и ядрото. Във водата скоростта им е едва 1500 m/s.

### S-вълни
При S – вълните (вторични вълни), земята се люлее периодично на двете противоположни страни. Тези вълни са напречни, тоест могат да се разпространяват само в твърда скала и по водната повърхност. Скоростта им е 60% от тази на P – вълните, но са по-разрушителни

## Повърхностни вълни
Повърхностни вълни разпространяват се точно под повърхността на земята. Те са бавни, с малък период и честота, но голяма амплитуда. Това е причината те да са най-разрушителните сеизмични вълни. Делят се на Вълни на Лъв и Вълни на Рейли.

### Вълни на Лъв или (L) вълни
Вълните на Лъв причиняват хоризонтално разкъсване на земната повърхност. Открити са от А. Е. Х. Лъв през 1911 г. Те се разпространяват по-бързо от Вълни на Рейли, и са с 90% от скоростта на S – вълните.

### Вълни на Рейли
Вълните на Рейли са подобни на морските вълни, въпреки това те се различават от тях поради голямата си еластичност. Открити са от Джон Стрът през 1885 г. Те са по-бавни от повърхностните вълни и са много разрушителни. Не може точно да се определи тяхната амплитуда, дължина на вълната и скорост.
=Скорост на разпространение на сеизмичната вълна в зависимост от фазата, в която се намира.
За газообразна фаза, средната скорост на разпространение на сеизмичните вълние е V~300 m/s.
За течната фаза, представена от пластова вода, скоростта на разпространение на сеизмичните вълни нараства с увеличаване на минерализацията в границите на 1500 – 1600 m/s. При наличието на течни битуми (нефт) скоростта намалява (средната скорост на разпространение на сеизмичните вълни за течните битуми е около 1300 m/s).
Твърдата фаза определя скоростта на разпространение на сеизмичните вълни в „минералния скелет“. Тя зависи от скоростта на минералите, от които е изградена скалата. За скалообразуващите минерали скоростта на разпространение на сеизмичните вълни е в границите на около 5000 – 8000 m/s.
Скоростта на разпространение на сеизмичните вълни за всяка скала, зависи от съотношението между трите фази, но и от нейните текстурни рсроености. Ако порите са изолирани и съществува непрекъсната връзка в минералния скелет, то влиянието на порестостта е малко – вълната се разпространява по пътя с най-голяма скорост, т.е. по минералния скелет. Когато обаче микро и макропукнатини са свързани и образуват слой, който разделя „пластини“ от минералния скелет, влиянието на този вид порестост е много голямо. Слоят от свързани пори е „екран“ за преминаване на сеизмичните вълни, като неговото" влияние е много голямо ако е запълнен с въздух.
При магменните скали скоростта на разпространение на сеизмичните вълни следва да се оценява конкретно за интрузивните и ефузивните:
- интрузивните скали са с уплътнена текстура (коефициента на порестост, клони към 0) и скоростта изцяло се определя от твърдата фаза; за тези скали скоростта на разпространение на сеизмичните вълни нараства от киселите (5000 – 6200 m/s) към базичните и ултрабазичните (7000 – 8000 m/s);
- при ефузивните скали текстурата е разуплътнена и се наблюдава повишена порестост; за тези скали едновременно влияят минералният състав и присъствието на течна и газообразна фаза.
При седиментните скали доминиращо е влиянието на коефициента на порестост, доколкото скоростта на разпространение на сеизмичните вълни за главните скалообразуващите минерали се променя в тесни граници (средната скорост е около 6000 m/s). Скоростта на разпространение на сеизмичните вълни за седиментните скали се променя в широки граници – от 800 – 1000 m/s за разуплътнени скали до 5500 – 6200 m/s за плътните варовици и доломити.
Скоростта на разпространение на сеизмичните вълни при метаморфните скали зависи от какви скали са произлезли (скоростта за скалообразуващите минерали на тези скали), както и от проявлението на метаморфизма уплътняващо или разуплътняващо.